# Râul Valea Fetii, Jiu
Râul Valea Fetii este un curs de apă, afluent al Jiului.